# Прапор Вільхівця (Кам'янець-Подільський район)
Прапор Вільхівця — офіційний символ села Вільховець Кам'янець-Подільського району Хмельницької області, затверджений рішенням №10 XXVI сесії сільської ради VII скликання від 15 червня 2018 року. Авторами герба є В.М.Напиткін та К.М.Богатов.

## Опис
На синьому квадратному полотнищі від нижніх кутів до середини верхньої сторони виходить жовтий плетений трикутник, на якому червона шестипроменева зірка. У верхніх синіх частинах по жовтому вільховому листку. 